# آرثر بيرش
آرثر بيرش (بالإنجليزية: Arthur John Birch)‏ هو كيميائي أسترالي، ولد في 3 أغسطس 1915 في سيدني في أستراليا، وتوفي في 8 ديسمبر 1995.